# Oogziekte
Oogziekten zijn aandoeningen van de oogbol of de daarmee samenhangende structuren (de adnexa, waaronder de oogspieren, oogleden, oogzenuw, oogkas, traanklier plus afvoerwegen). Zij worden behandeld door een oogdokter of oftalmoloog.
Net zoals aan andere organen komen verwondingen, ontstekingen, gezwellen en degeneraties voor. De belangrijkste veranderingen zijn bindvlies ontsteking (conjunctivitis), ontsteking van het hoornvlies (keratitis), degeneratie en troebeling van het hoornvlies en troebeling van de lens (cataract).

## Voorbeelden
Voorbeelden van oogziekten zijn onder andere:
- Ablatio retinae (netvliesloslating)
- Amblyopie (lui oog)
- Blefaritis (ontsteking van de oogleden)
- Cataract (grijze staar)
- Chalazion (hagelkorreltje)
- Conjunctivitis (bindvliesontsteking)
- Cornea-erosie
- Dermatochalasis
- Diabetische retinopathie
- Glaucoom (groene staar)
- Hordeolum externum
- Hordeolum internum
- Keratitis (hoornvliesontsteking)
- Keratoconus
- Lebers opticusatrofie
- Maculadegeneratie
- Orbitale cellulitis
- Pigmentdispersiesyndroom (PDS)
- Pingueculum
- Presumed ocular histoplasmosis
- Pterygium
- Ptosis
- Retinitis pigmentosa
- Trichiasis
- Uveïtis
- Ziekte van Coats